# Chris Cooper

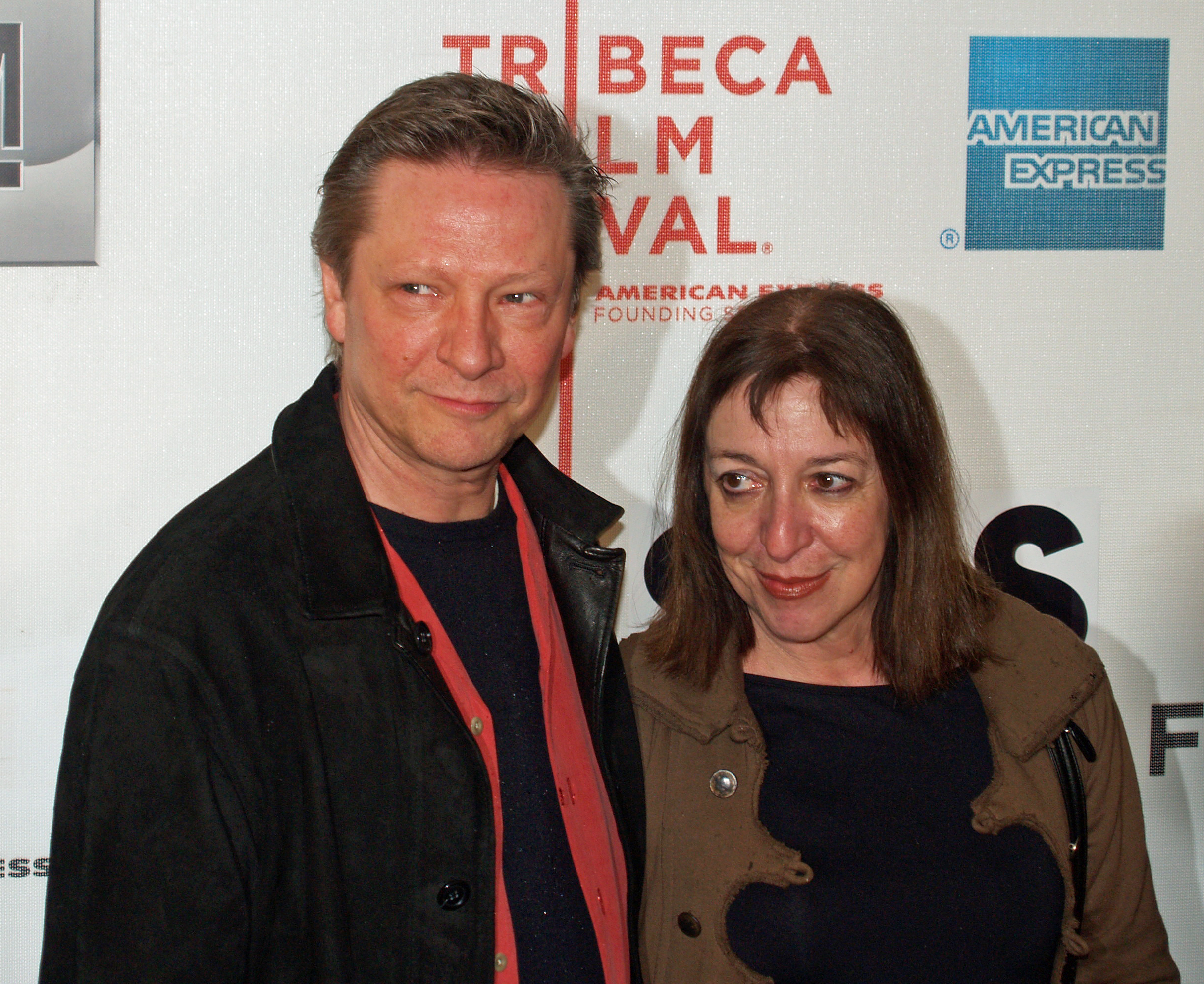
Chris Cooper und Marianne Leone Cooper (2007)

Christopher Walton „Chris“ Cooper (* 9. Juli 1951 in Kansas City, Missouri) ist ein US-amerikanischer Schauspieler und Oscar-Preisträger.

## Leben
Chris Cooper verbrachte den Großteil seiner Jugend auf der Ranch seines Vaters. Nach Abschluss der Schule begann er ein Studium an der Universität von Missouri. Seinen ersten Filmauftritt hatte er 1980 in dem Film Black Out – Anatomie einer Leidenschaft. Nach eher unbedeutenden Rollen in Fernsehserien und Filmen konnte er sich mit Filmen von John Sayles (Stadt der Hoffnung und Lone Star) als Independentschauspieler etablieren. Für seine Rolle in Lone Star erhielt er den etablierten Indie-Preis Chlotrudis Award und wurde als „Bester Hauptdarsteller“ für den Independent Spirit Award nominiert. 
Den Durchbruch erlebte er mit Sam Mendes’ Oscar-prämiertem Film American Beauty, in dem er die Rolle des Colonel Frank Fitts übernahm. 2002 erhielt er den Oscar als bester Nebendarsteller und den Golden Globe Award für seine Darstellung des Orchideendiebs in Adaption – Der Orchideen-Dieb. Auch der Film Seabiscuit – Mit dem Willen zum Erfolg wurde mit sieben Nominierungen honoriert. In Capote war er 2005 als FBI-Agent Alvin Dewey zu sehen. 2007 spielte er im Film Enttarnt – Verrat auf höchster Ebene die Hauptrolle des Spions Robert Hanssen. In der Comic-Verfilmung The Amazing Spider-Man 2: Rise of Electro übernahm er 2014 die Rolle des Norman Osborn.
Er ist seit 1983 mit der Schauspielerin Marianne Leone verheiratet. Das Paar hatte einen Sohn, Jesse Cooper, der 1987 geboren wurde und im Januar 2005 an zerebraler Kinderlähmung starb.

## Filmografie (Auswahl)
- 1984: All My Children (Fernseh-Seifenoper)
- 1987: Matewan
- 1987: Der Equalizer (The Equalizer, Fernsehserie, Folge 3x10)
- 1988: Miami Vice (Fernsehserie, Folge 4x22)
- 1989: Der Ruf des Adlers (Lonesome Dove, Miniserie, 4 Folgen)
- 1990: Schatten über Sunshine (A Little Piece of Sunshine, Fernsehfilm)
- 1991: Stadt der Hoffnung (City of Hope)
- 1991: Tag der Angst (In Broad Daylight, Fernsehfilm)
- 1991: Schuldig bei Verdacht (Guilty by Suspicion)
- 1992: Zerschlagene Träume (Bed of Lies, Fernsehfilm)
- 1993: This Boy’s Life
- 1993: Wildes Land (Return to Lonesome Dove, Miniserie, 4 Folgen)
- 1994: Der letzte Paß (One More Mountain, Fernsehfilm)
- 1995: Die graue Armee (Pharaoh’s Army)
- 1995: Money Train
- 1996: Law & Order (Fernsehserie, Folge 6x09 Die Blutspur)
- 1996: Lone Star
- 1996: Run Off (Boys)
- 1996: Die Jury (A Time to Kill)
- 1998: Große Erwartungen (Great Expectations)
- 1998: Der Pferdeflüsterer (The Horse Whisperer)
- 1999: October Sky
- 1999: American Beauty
- 2000: Ich beide & sie (Me, Myself & Irene)
- 2000: Der Patriot (The Patriot)
- 2002: Interstate 60
- 2002: Die Bourne Identität (The Bourne Identity)
- 2002: Adaption – Der Orchideen-Dieb (Adaptation.)
- 2003: Mein Haus in Umbrien (My House in Umbria, Fernsehfilm)
- 2003: Seabiscuit – Mit dem Willen zum Erfolg (Seabiscuit)
- 2004: Silver City
- 2005: Capote
- 2005: Jarhead – Willkommen im Dreck (Jarhead)
- 2005: Syriana
- 2007: Enttarnt – Verrat auf höchster Ebene (Breach)
- 2007: Operation: Kingdom (The Kingdom)
- 2007: Married Life
- 2008: New York, I Love You
- 2009: Wo die wilden Kerle wohnen (Where the Wild Things Are, Stimme)
- 2010: Company Men (The Company Men)
- 2010: Remember Me – Lebe den Augenblick (Remember Me)
- 2010: Amigo
- 2010: The Town – Stadt ohne Gnade (The Town)
- 2010: The Tempest – Der Sturm (The Tempest)
- 2011: Die Muppets (The Muppets)
- 2012: The Company You Keep – Die Akte Grant (The Company)
- 2012: Mea Maxima Culpa – Stille im Haus des Herrn (Mea Maxima Culpa: Silence in the House of God, Dokumentarfilm, Stimme)
- 2013: Im August in Osage County (August: Osage County)
- 2014: The Amazing Spider-Man 2: Rise of Electro (The Amazing Spider-Man 2)
- 2015: Demolition – Lieben und Leben (Demolition)
- 2016: 11.22.63 – Der Anschlag (11.22.63, Miniserie, 6 Folgen)
- 2016: Live by Night
- 2017: Cars 3: Evolution (Cars 3, Sprechrolle)
- 2019: Der wunderbare Mr. Rogers (A Beautiful Day in the Neighborhood)
- 2019: Little Women
- 2020: Homecoming (Fernsehserie, 6 Folgen)
- 2020: Irresistible – Unwiderstehlich (Irresistible)
- 2023: Boston Strangler
- 2025: Everything’s Going to Be Great